# Halk al-Wadi
Halk al-Wadi – miasto w Tunezji. W 2014 roku liczyło 75 411 mieszkańców.